# 2047
- Wikisource

| Calendário gregoriano                                                        | 2047 MMXLVII                        |
| Ab urbe condita                                                              | 2800                                |
| Calendário arménio                                                           | 1497 – 1498                         |
| Calendário bahá'í                                                            | 203 – 204                           |
| Calendário budista                                                           | 2591                                |
| Calendário chinês                                                            | 4743 – 4744 Início a 26 de janeiro  |
| Calendário copta                                                             | 1763 – 1764                         |
| Calendário etíope                                                            | 2039 – 2040                         |
| Calendários hindus - Vikram Samvat - Calendário nacional indiano - Cáli Iuga | 2102 – 2103 1968 – 1969 5147 – 5148 |
| Calendário Holoceno                                                          | 12047                               |
| Calendário islâmico                                                          | 1470 – 1471                         |
| Calendário judaico                                                           | 5807 – 5808                         |
| Calendário persa                                                             | 1425 – 1426 Início a 21 de março    |
| Calendário rúnico                                                            | 2297                                |
| Calendário solar tailandês                                                   | 2590                                |

2047 (MMXLVII, na numeração romana) será um ano comum do século XXI que começará numa terça-feira, segundo o calendário gregoriano. A sua letra dominical será F. A terça-feira de Carnaval ocorrerá a 26 de fevereiro e o domingo de Páscoa a 14 de abril. Segundo o horóscopo chinês, será o ano do Coelho, começando a 26 de janeiro.

| Evento                                                   | Data            | Hora  |
| -------------------------------------------------------- | --------------- | ----- |
| Aquário                                                  | 20 de janeiro   | 04:10 |
| Peixes                                                   | 18 de fevereiro | 18:10 |
| primavera no hemisfério norte e outono no hemisfério sul |                 |       |
| Carneiro/equinócio                                       | 20 de março     | 16:52 |
| Touro                                                    | 20 de abril     | 03:32 |
| Gémeos                                                   | 21 de maio      | 02:20 |
| verão no hemisfério norte e inverno no hemisfério Sul    |                 |       |
| Caranguejo/solstício                                     | 21 de junho     | 10:03 |
| Leão                                                     | 22 de julho     | 20:55 |
| Virgem                                                   | 23 de agosto    | 04:11 |
| Outono no Hemisfério Norte e Primavera no Hemisfério Sul |                 |       |
| Balança/equinócio                                        | 23 de setembro  | 02:08 |
| Escorpião                                                | 23 de outubro   | 11:48 |
| Sagitário                                                | 22 de novembro  | 09:38 |
| inverno no hemisfério norte e verão no hemisfério sul    |                 |       |
| Capricórnio/solstício                                    | 21 de dezembro  | 23:07 |

| UTC: Portugal Continental, Madeira, Guiné-Bissau e São Tomé e Príncipe Subtrair (-): 1 h nos Açores e Cabo Verde 2 h nas Ilhas oceânicas brasileiras 3 h em Brasília, em Goiás, na Amazônia Oriental Brasileira e no nordeste, sudeste e sul brasileiros 4 h na Amazônia Ocidental Brasileira, Mato Grosso e Mato Grosso do Sul 5 h no Acre e sudoeste do Amazonas Adicionar (+): 1 h em Angola e Guiné Equatorial 2 h em Moçambique 8 h em Macau 9 h em Timor-Leste. |
| Adicionar uma hora durante a vigência do horário de verão: Portugal Continental : De 31 de março a 27 de outubro de 2047 |

| Ano completo                       |
| ---------------------------------- |
| Ano comum com início à terça-feira |

## Eventos esperados e previstos
- Ano do Coelho, segundo o Horóscopo chinês.

### Julho
- 1 de julho - O status administrativo especial de Hong Kong termina.[1][2] De acordo com o Capítulo I, Artigo 5 da Lei Básica de Hong Kong, "o sistema socialista e as políticas não devem ser praticados na Região Administrativa Especial de Hong Kong, e o sistema capitalista e o modo de vida anterior permanecerão inalterados por 50 anos". A Lei Básica foi adotada em 1997; esses 50 anos chegam ao fim em 2047.[1]

### Datas desconhecidas
- Realização da Copa do Mundo de Futebol Feminino de 2047.

## Epacta e idade da Lua
| Epacta gregoriana | 3 (III) |
| Idade da Lua      | Letra b |